# Leire Urbeltz
Leire Urbeltz Munuce (Pamplona, Navarra, 4 de junio de 1985) es una dibujante, ilustradora, muralista y educadora de arte. Realiza proyectos editoriales, personales y experimentales, dedicándose también a la mediación en el arte contemporáneo.

## Formación
Se licenció en Bellas Artes en la UPV/EHU, en la promoción de 2003-2008, realizó un postgrado en Ilustración Creativa y Técnica de la Comunicación Visual en la escuela de Eina (Centre Universitari de Disseny i Art), en Barcelona en el año 2009. Tras esto realizó en 2011 un Máster en Investigación y Creación de Arte en la UPV-EHU, y en 2013 curso el máster en Álbum infantil ilustrado en la escuela I con I en Casa del Lector-Matadero, en Madrid.

## Su trabajo
Leire Urbeltz define su práctica como ilustración expandida, que consiste en un tipo de ilustración que experimenta con sus límites, tanto a nivel conceptual como formal. Asimismo, busca recrear mundos excluidos y vulnerables, intentando aflojar las fronteras existentes a través de sus obras. Retrata contextos como las chicanas fronterizas, las mujeres temporeras o las cantantes de country folk, al igual que la contracultura musical de los años sesenta y setenta.
El concepto de “ilustración expandida”, según Leire Urbeltz la ilustración desde el punto de vista de la creación viene limitada, vista la ilustración como forma de crear una imagen para un producto determinado. Esto sucede sobre todo, según ella, en el caso del producto editorial, en cuyo proceso de creación hay una serie de normas, como las de composición, estando por lo tanto sujeta la creación a unos límites, a un formato determinado. Existe un margen de actuación dentro de esas normas, pero no es muy amplio. Por tanto, la ilustración expandida se puede entender como una manera de ir más allá, pudiendo la persona expandirse tanto a nivel conceptual como formal.
Con respecto a los materiales que utiliza para realizar sus proyectos, hace uso desde rotuladores y gouache, hasta anillos metálicos, lámparas led, diferentes tejidos, madera, hierro, etcétera. Realiza ilustraciones tanto a través de medios tradicionales como a través de la ilustración digital. Hace uso de diversos formatos, procesos y técnicas. Asimismo, en lo referente al trabajo cultural, para ese proceso productivo hace un trabajo de introspección y de investigación con respecto al tema que va a trabajar.
Ha llevado a cabo diferentes exposiciones, en lugares como Pekín, París, El Paso (Texas), Ciudad de México, Barcelona, Madrid, San Sebastián, Bilbao, Vitoria o Pamplona. Asimismo, ha colaborado como ilustradora en la publicación de varios libros, y ha expuesto en diversas exposiciones colectivas. Compaginando su trabajo artístico con la educación artística. Trabaja tanto como creadora como como mediadora, participando en proyectos como ilustradora para el sector editorial, principalmente ilustrando libros infantiles y juveniles, para editoriales como Txalaparta, Elkar, Gero-Mensajero o Erein; y como muralista para instituciones tanto públicas como iniciativas privadas. Ha tenido residencias artísticas en Pekín, Corea del Sur y en la Ciudad Juárez, realizando proyectos en países, como México, China, EE. UU., Rumania y Corea del Sur.
Asimismo Leire Urbeltz fue jurado, en 2013, del premio “Lazarillo 2013” para Álbum Ilustrado, junto con Sara Moreno Valcárcel, copresidenta de OEPLI, Antonio Seijas, Bernat Cormand, y Sally Cutting.
En 2016 (Pamplona) Leire Urbeltz formó parte del jurado del concurso internacional de carteles “San Fermín 2016”, junto con Maitena Muruzábal, Javier Erice, Antonio Laita, Maite Canto, Iñaki Cabodebilla y el técnico municipal de Artes Plásticas.

## Exposiciones

### Exposiciones Individuales
- Plants that are not green. (del 6 al 27 de septiembre de 2013)[10]
  - BilbaoArte.[11]

- No me sé en sí/ Ez naizen hortan (del 15 de noviembre de 2013 al 18 de diciembre de 2013)
  - En Canvas galería de arte.

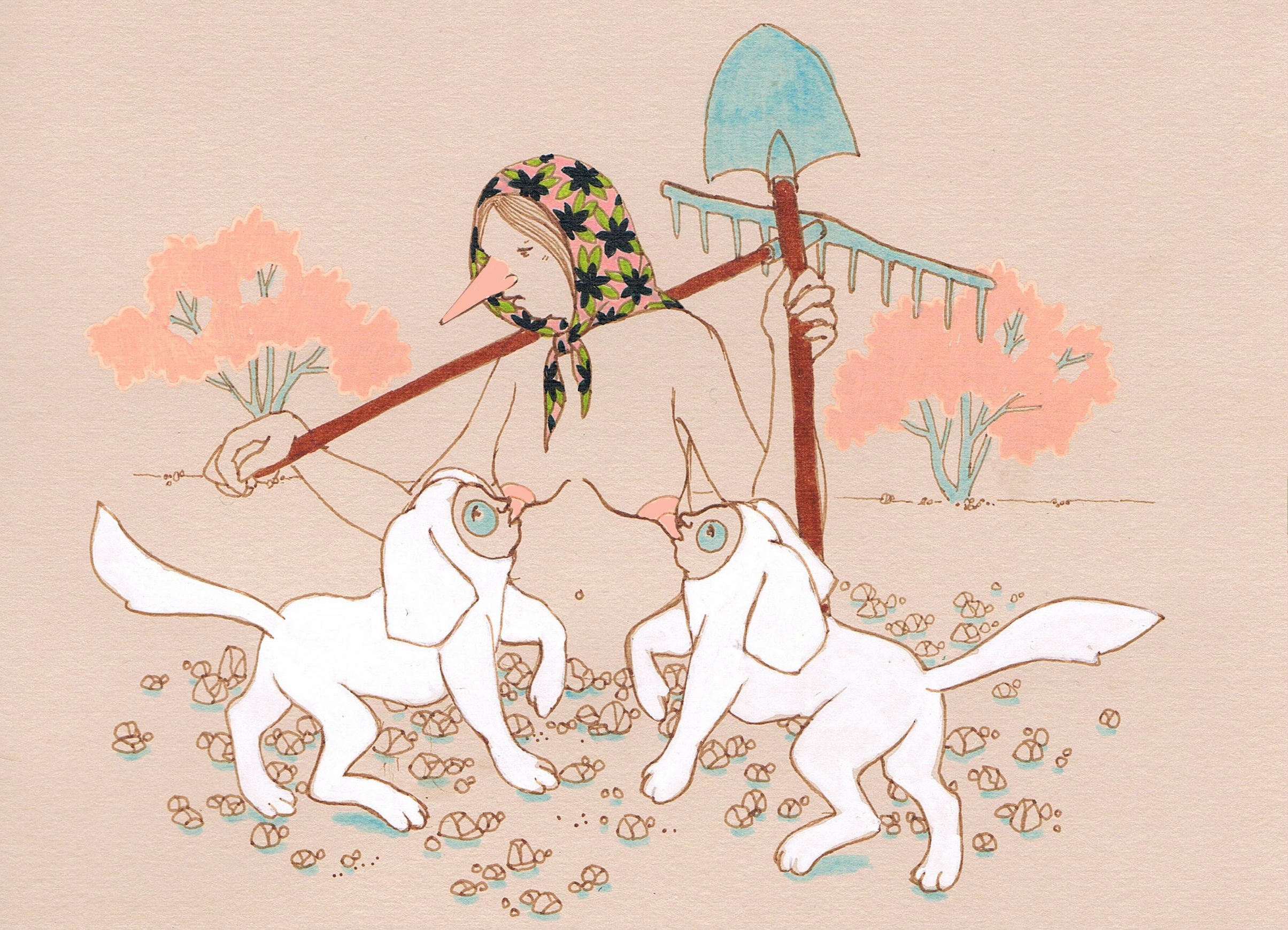
Ilustración de Leire Urbeltz para la exposición: I am temporary here/ Aldi baterako nago hemen/ Yo soy una temporera aquí (2016)

  - Información: Conjunto de obras en papel y escultura, que expresan el imaginario de la artista, influenciado por la estética oriental,[12] donde se reivindica al dibujo como protagonista. A través de esta exposición se habla de la identidad de la artista, y de la relación con su obra[13].Ilustración de Leire Urbeltz para la exposición: I am temporary here/ Aldi baterako nago hemen/ Yo soy una temporera aquí (2016)
- I am temporary here/ Aldi baterako nago hemen/ Yo soy una temporera aquí (del 26 de febrero al 23[14] de marzo de 2016)
  - En el Pabellón de Mixtos de la Ciudadela (Pamplona).
  - Información: a través de esta exposición Leire Urbeltz busca diferentes maneras de expandir los límites de la ilustración. Esta exposición consiste en una instalación con ilustraciones-recortables, realizadas a diferente escala y con diferentes formas, y junto a estas también se presentaron una serie de objetos y fotografías, al igual que anotaciones que mostraban el proceso de su trabajo. Con respecto a la temática, el eje principal es la relación de la mujer con lo temporal, la vida en el campo y el trabajo, siendo el punto de inicio el colectivo femenino de mujeres navarras temporeras de las campañas de cosecha. Para luego trasladarse también a Rumanía.[15]
- Sixties women magical mystery tour[16] (febrero 2017)
  - Art installation en The Station Urban Offices en El Paso, Texas (Estados Unidos)
- Borderland (2017)
  - En Mugak/Fronteras desarrollado en el Centro de Cultura Contemporánea Tabakalera.[17]
  - En “Yo la peor de todas” en su sede del Museo de Navarra.[17]
  - En el Centro de Arte Contemporáneo de Huarte.
  - Información: esta exposición busca explorar, a través del dibujo instalativo, el conflicto fronterizo entre México y Estados Unidos, mediante el uso del papel picado. A través de ese material tradicional mexicano busca dar protagonismo a personajes como Las Patronas, personas que dan alimentos a las personas indocumentadas que buscan atravesar la frontera por el desierto, o a los niños del Cártel, que han sido captados por el Narco, etcétera.[18] Buscando acercar al público general a este conflicto mediante el uso de un medio popular.[19]
- Del Bosintang al Puppy Face (primavera de 2018)
  - Proyecto de ilustración expandida[20] /dibujo instalativo llevado a cabo en Seúl.
  - Gracias a la Fundación Bilbaoarte y la Sema Nanji Residency en Seúl (Corea del Sur)
  - Información: reflexiona acerca de la Bosintang, sopa de perro, y la controversia que genera fuera de Corea del Sur, y de los selfies con puppy face, busca realizar una línea cronológica donde ubicar las diferentes contradicciones que se dan en las Coreas y en la posmodernidad, recogiendo diferentes manifestaciones populares coreanas.[21]
- La Naturaleza de la Distracción (2021)
  - Campus de Tudela (17 de marzo al 5 de mayo)
  - En el Sario (UPNA) (7 de mayo al 25 de junio)
  - Información: exposición cuyas ilustraciones fueron realizadas durante el confinamiento de 2020. Con el confinamiento se congeló la actividad cultural y Leire Urbeltz empezó a contemplar sus propios pensamientos, se interesó por la feminidad de las monstruas marinas de la Odisea, llegando a ese interés mientras buscaba figuras retóricas para hablar de la emigración, el Mediterráneo y las fronteras. En esta exposición se unen diversos aspectos de los viajes que ha ido realizando en los últimos años.[22]

- Desipuindegia (2021)
  - Diseño del cartel de la 56 edición de la Durangoko Azoka
  - Información: a través de este cartel Leire Urbeltz hace uso de una paleta de colores muy vivos buscando por un lado volver a las primeras ediciones de la Azoka, pero adaptándolo a los tiempos actuales. Es un cartel moderno y actual donde se insertan varios elementos que componen la Azoka, como los vinilos y los libros, en el fondo se puede observar el monte Amboto, y los personajes “Kili Kuir”.[23]

### Exposiciones colectivas
- Inaprensible (del 23 al 27 de octubre de 2013)[24]
  - Galería Canvas a la feria Cutlog en París.
  - Localización: en la sede de la Feria de Arte Contemporáneo ("Atelier Richelieu" [Rue Richelieu])
  - Propuesta colectiva hecha por Galería Canvas, donde se reúnen 7 artistas de diferentes generaciones y estilos.
- El telón y la hiedra // Atze-ohiala eta huntza[25] (2014)
  - V Salón del Cómic de Navarra.
  - Dibujantes: Elena Odriozola y Leire Urbeltz.
- Cementerio erosionado de las sillas (noviembre de 2014)
  - Centro de Arte Contemporáneo de Huarte (Tercera edición del Festival Inmediaciones)
  - Leire Urbeltz y el fotógrafo Lander Fernández de Arroyabe.
  - Información: en esta exposición las sillas se convierten en piezas de contemplación. La técnica utilizada para esta exposición es la pasta de papel, diferentes tejidos, pintura, madera y hierro.[5]
- La mujer y su carga[26] (octubre de 2017 a febrero 2018)
  - Información: Trabajo realizado entre Austin en Texas (Estados Unidos) y Ciudad Juárez y Ciudad de México. El trabajo se materializó en una pintura mural en el Museo de Navarra, dentro de la exposición colectiva de la comisaria Maite Garbayo Yo la peor de todas. Esta exposición es un proyecto artístico que se basa en explorar otras maneras de conocer, partiendo de la teoría crítica feminista, cuestionando el conocimiento dominante y proponiendo otras maneras de entender la realidad.[27]
- Imaginarios (1 de agosto al 22 de septiembre de 2019)
  - En el Pabellón de Mixtos de La Ciudadela.
  - Información: exposición que reúne la obra gráfica de cuatro décadas de ilustración navarra, de más de 40 autores. Es una exposición donde se insertan obras de todos los artistas, de manera descontextualizada, buscando realizar un conjunto de heterogéneo de obras y ser un homenaje indirecto a diferentes editoriales, como Pamiela, Elkar, Txalaparta, etcétera. Entre los autores de la muestra se encuentra Leire Urbeltz.[28]
- Dominus Vobiscum[29] (2019)
  - Seúl (Corea del Sur)
- Participación en el Uholdeak (2019)
  - A la mesa (comisaria: María Ozcoidi)
  - Información: Uholdeak es un programa curatorial y expositivo itinerante, formado por diferentes producciones realizadas por artistas relacionados con Navarra.[30] En Uholdeak 2019 la comisaria María Ozcoidi reflexionó acerca del territorio, lo familiar y la identidad, mediante un proyecto denominado “A la mesa”, donde diferentes artistas visuales y escénicos contemporáneos navarros reflexionaron y trabajaron en torno a temas y elementos que se pueden relacionar con la mesa. En la exposición participaron seis artistas navarros, estando Leire Urbeltz entre ellos.[31]
- Ninfeo/Fuentes rituales. Participación en el programa de 9 soles (julio 2020)
  - 9 soles Comisariado por Alexandra Baures.
  - Sobre la cristalera de la terraza del Museo de Navarra.
  - Información: Leire Urbeltz relacionó en esta intervención, en el Mirador, el ninfeo romano, cuyos restos se encuentran debajo de la actual catedral de Pamplona, con un Jjimjilbang, casa de baños propio de Corea del Sur, buscando interesarse por la comunidad de mujeres que se reunían alrededor de esas fuentes. Este proyecto consistió en la realización del mural plasmándolo en la cristalera del Mirador del Museo, adaptándolo a la escala del edificio.[32]
- Sanfermines Imaginados (2 de julio al 12 de septiembre de 2021)
  - En el Pabellón de Mixtos de la Ciudadela de Pamplona.
  - Información: Invitación de numerosos artistas para participar en esta exposición, buscando que materialicen una idea o sentimiento en relación con San Fermín. Entre esos artistas se encuentra Leire Urbeltz.[33]
- Científicas ilustradas (del 11 de febrero de 2022, durante todo 2022)[34]
  - Campaña desarrollada por el Departamento de Universidad, Innovación y Transformación Digital, junto con ADItech, con el fin de la igualdad de género en el SINAI.
  - Diálogo entre catorce científicas y doce ilustradoras.
  - Información: el proyecto consiste en la realización por parte de las doce ilustradoras que participan de crear una pieza única de cada científica que muestre la investigación o el conocimiento de cada una de las catorce científicas. En este proyecto Leire Urbeltz colabora creando un mural que representa la iniciativa al completo.[35]

## Libros[7]
- Arritxu eta Mago Zurien Anaiadia [36] (2009)
  - Autora: Itziar Madina.
  - Ilustradora: Leire Urbeltz.
  - Editorial: Txalaparta.
- Amarunen Alamandrea[37] (2009)
  - Autora: Yolanda Arrieta Malaxetxebarria.
  - Ilustradora: Leire Urbeltz.
  - Editorial: Gero-Mensajero.
- Laminen sekretua [38] (2010)
  - Autor: Juan Martín Elexpuru Arregi
  - Ilustradora: Leire Urbeltz.
  - Editorial: Elkar.
- Itzalpetik (Desde la sombra) [39] (2010)
  - Autoras: Yolanda Arrieta y Leire Urbeltz.
  - Ilustradora: Leire Urbeltz.
  - Editorial: Erein.
- Ebelina Mandarina [40] (2010)
  - Autor: Castillo Suarez.
  - Ilustradora: Leire Urbeltz.
  - Editorial: Erein.
- El camino de los Vientos/ Noraizea[41] (2013)
  - “Libro-objeto-contenedor de 12 láminas” contiene un no-relato, con la poesía de Antonio J. Flores Valcarcel. Edición limitada de 75 ejemplares. Publicada con la ayuda de la Fundación Bilbaoarte.
- Hari single bat[42]  (2019)
  - Autora: Idoia Garzes.
  - Ilustradora: Leire Urbeltz.
  - Editorial: Erein.
- Hiru gara, baina niri bost![43]  (2021)
  - Autora: Enara Garmendia.
  - Ilustradora: Leire Urbeltz.
  - Editorial: Erein.

## Mediación/educación artística
Leire Urbeltz tiene diferentes propuestas didácticas, como un cuaderno de viaje y Destroza este cuento ilustrado, con las cuales busca incidir en determinados aspectos. Ambas propuestas didácticas, sus objetivos y el público a quién va dirigido se pueden encontrar en la web de Tresnaka.
En 2020 Leire Urbeltz llevó a cabo con el profesorado y alumnado del bachillerato artístico del Instituto Iturrama, en Pamplona, un proyecto de mediación artística desarrollado en la Ciudadela de Pamplona, llamado La estética de la apertura: difuminando los límites. Este consistió en pensar en la muralla de la Ciudadela, cambiando la visión de frontera y estableciendo nuevas narrativas, para vincular el espacio a los usos cotidianos. Para este proyecto el alumnado del Instituto Iturrama grabó durante varios días los sonidos diarios de la Ciudadela y luego elaboraron una serie de audio-guías, llamadas «audio-guías disruptivas». El 18 de febrero de 2020 se realizó una jornada para dar a conocer el proyecto y que las personas realizaran las visitas por el espacio, haciendo uso de la audioguía.
Asimismo, realizó talleres y cursos en la librería Chundarata, de Pamplona, y en el Espacio Kocograpa, un espacio de creación gráfica. También ha trabajado como mediadora en el Centro de Arte Contemporáneo de Huarte, siendo parte del equipo responsable del diseño de las acciones educativas del mismo, y como profesora asociada en la Universidad Pública de Navarra.

## Reconocimientos y premios
2015 (abril): Primer premio: ganadora del certamen Encuentros de Arte Joven, en la modalidad de las Artes Plásticas y Visuales, con su obra Far East Folk Tales (Cuentos populares del lejano Oriente). Convocatoria organizada por el Instituto Navarro de Deporte y Juventud.
2016 (julio): Beneficiaria de la Ayudas a la Creación en Artes Plásticas del Gobierno de Navarra.
2017: recibió las Becas Leonardo para Investigadores y Creadores Culturales. Por su proyecto Borderland.
2018: Beca para la SeMA NANJI RESIDENCY 2018.